# Ipomoea vernicifolia
Ipomoea vernicifolia är en vindeväxtart som beskrevs av George Arnott Walker Arnott. Ipomoea vernicifolia ingår i släktet praktvindor, och familjen vindeväxter. Inga underarter finns listade i Catalogue of Life.